# Embden (Maine)
Pour les articles homonymes, voir Embden.
La ville d’Embden est située dans le comté de Somerset, dans l’État du Maine, aux États-Unis. Sa population s’élevait à 939 habitants lors du recensement de 2010, estimée à 937 habitants en 2014.

## Source
- (en) Cet article est partiellement ou en totalité issu de l’article de Wikipédia en anglais intitulé « Embden, Maine » (voir la liste des auteurs).